# Gà Langshan Úc
Gà Langshan Úc là giống gà Úc, có nguồn gốc từ Croad Langshan và được chấp nhận bởi Tiêu chuẩn Gia cầm Úc như một giống gà. Gà Langshan Úc ít được biết đến bên ngoài nước Úc nhưng là một giống phổ biến trong nước này. Loài này có cả loại gà bantam và kích thước chuẩn.
Gà Langshan Úc là một loại gà nhỏ màu đen, màu xanh hoặc màu trắng, với thân thẳng đứng, chân dài và vừa, mào thẳng thường có màu đỏ. Lý tưởng nhất, các ngón chân bên ngoài của mỗi bàn chân được lông phủ kín. Có các màu đen bóng với màu đen ánh xanh lá cây, trong khi gà màu xanh thường là đơn hoạc màu xám-xanh, mặc dù gà trống thường có màu xanh đậm trên đuôi. Gà Langshan Úc nếu trắng là màu trắng hoàn toàn.

## Lịch sử
Loài gà Langshan của Úc được nuôi tại Úc vào đầu thế kỷ 20 nhờ lai tạo chọn lọc của các giống gà Croad Langshans, Orpingtons, Langshan Trung Quốc và Langshan hiện đại. Ít có thông tin về lịch sử của giống, nhưng vào những năm 1950, chúng là một giống phổ biến trên hầu hết nước Úc. Loài này được công nhận là một gà tiêu chuẩn gia cầm của Úc vào năm 1998 khi ấn bản đầu tiên của Tiêu chuẩn gia cầm Úc được công bố. Giống bantam được tạo ra ngay sau khi giống lớn của các nhà lai tạo ở New South Wales xuất hiện và được nhân giống từ một lượng nhỏ giống gà Langshan lớn của Úc.